# Jāmul
Jāmul är en ort i Indien.   Den ligger i distriktet Durg och delstaten Chhattisgarh, i den centrala delen av landet, 900 km söder om huvudstaden New Delhi. Jāmul ligger 300 meter över havet och antalet invånare är 21 633.
Terrängen runt Jāmul är mycket platt. Runt Jāmul är det tätbefolkat, med 266 invånare per kvadratkilometer. Närmaste större samhälle är Bhilai Nagar, 5,4 km sydost om Jāmul. Trakten runt Jāmul består till största delen av jordbruksmark.